# محسن آراسته
محسن آراسته‌نیا (۱۴ بهمن ‍۱۳۱۵ – ۱۷ آبان ۱۳۸۸) از بازیگران سینمای ایران بود.
وی فعالیت سینمایی را با بازی در فیلم «گرگ صحرا» به کارگردانی سعید نیوندی آغاز کرد.

## درگذشت

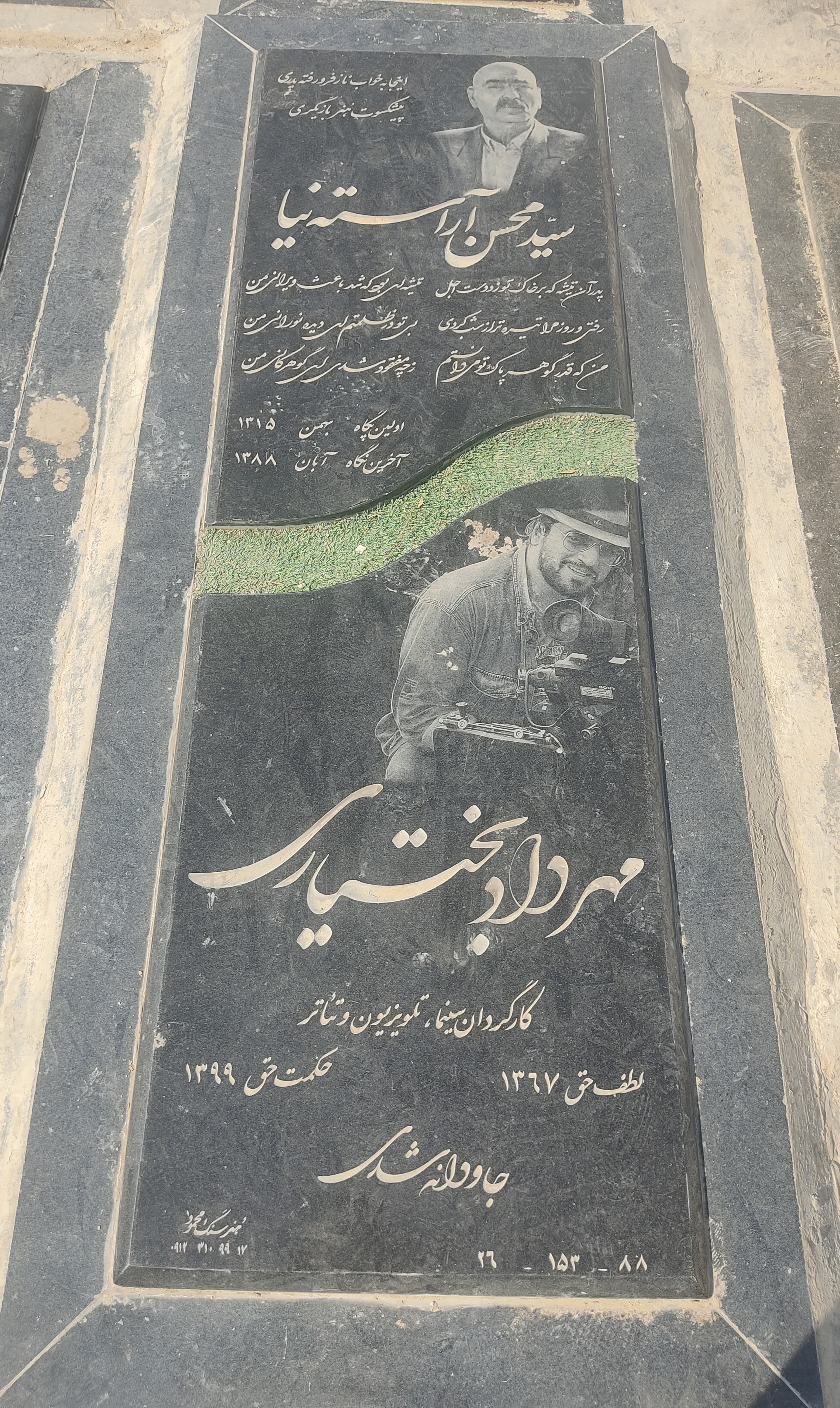
قبر محسن آراسته در قطعه هنرمندان بهشت زهرا

وی در روز ۱۷ آبان ۱۳۸۸ در سن ۷۳ سالگی درگذشت و ساعت ۹ صبح روز سه‌شنبه ۱۹ آبان از مقابل خانه سینما تشییع شد و در قطعه ۸۸ ردیف ۱۵۳ شماره ۲۵ بهشت زهرا به خاک سپرده شد.

## بازیگر

### سینما
1. انتظار (۱۳۷۹)
2. صدای سخن عشق (۱۳۷۹)
3. یحیی (۱۳۷۴)
4. جستجو در جزیره (۱۳۶۹)
5. تازه عروس (۱۳۵۶)
6. مردی در آتش (۱۳۵۵)
7. رفیق (۱۳۵۴)
8. کوثر (۱۳۵۳)
9. بیگانه (۱۳۵۲)
10. صخره سیاه (۱۳۵۲)
11. قربون زن ایرونی (۱۳۵۲)
12. ناخدا با خدا (۱۳۵۲)
13. آشوبگر (۱۳۵۱)
14. احمد چوپان (۱۳۵۱)
15. جدال در کویر (۱۳۵۱)
16. خوشگله (۱۳۵۱)
17. صبح روز چهارم (۱۳۵۱)
18. علی سورچی (۱۳۵۱)
19. فدایی (۱۳۵۱)
20. قلندر (۱۳۵۱)
21. کافر (۱۳۵۱)
22. یک جو غیرت (۱۳۵۱)
23. آتشپاره شهر (۱۳۵۰)
24. احمد چکمه‌ای (۱۳۵۰)
25. بده در راه خدا (۱۳۵۰)
26. خانه به دوشان (۱۳۵۰)
27. رنگین کمان (۱۳۵۰)
28. سه تا جاهل (۱۳۵۰)
29. شاطر عباس (۱۳۵۰)
30. عزیز قرقی (۱۳۵۰)
31. عشقی‌ها (۱۳۵۰)
32. عمو یادگار (۱۳۵۰)
33. قصاص (۱۳۵۰)
34. مردافکن (۱۳۵۰)
35. ملا ممد جان (۱۳۵۰)
36. نوبر اصفهان (۱۳۵۰)
37. آفتاب مهتاب (۱۳۴۹)
38. بارگاه شیطان (۱۳۴۹)
39. جوانی هم عالمی دارد (۱۳۴۹)
40. حسن فرفره (۱۳۴۹)
41. زیبای جیب‌بر (۱۳۴۹)
42. شب اعلام (۱۳۴۹)
43. طوقی (۱۳۴۹)
44. علی بی‌غم (۱۳۴۹)
45. مردی از جنوب شهر (۱۳۴۹)
46. مرید حق (۱۳۴۹)
47. آخرین مبارزه (۱۳۴۸)
48. پسران قارون (۱۳۴۸)
49. دنیای آبی (۱۳۴۸)
50. دو دل و یک دلبر (۱۳۴۸)
51. سه فراری (۱۳۴۸)
52. عشق کولی (۱۳۴۸)
53. غول بیابانی (۱۳۴۸)
54. قلب‌های طلایی (۱۳۴۸)
55. قهوه‌خانه قنبر (۱۳۴۸)
56. گناه زیبایی (۱۳۴۸)
57. گناه مادر (۱۳۴۸)
58. چوب خدا (۱۳۴۷)
59. سالار مردان (۱۳۴۷)
60. سر سخت (۱۳۴۷)
61. سکه دورو (۱۳۴۷)
62. شعله‌های خشم (۱۳۴۷)
63. قمارباز (۱۳۴۷)
64. قوس و قزح (۱۳۴۷)
65. ماجرای شب ژانویه (۱۳۴۷)
66. مرد صحرا (۱۳۴۷)
67. چرخ فلک (۱۳۴۶)
68. حقه‌بازان (۱۳۴۶)
69. دنیای قهرمانان (۱۳۴۶)
70. زن‌ها و شوهرها (۱۳۴۶)
71. سوغات فرنگ (۱۳۴۶)
72. فراری (۱۳۴۶)
73. گل آقا (۱۳۴۶)
74. ولگردان ساحل (۱۳۴۶)
75. ولگردها (۱۳۴۶)
76. یکه‌بزن (۱۳۴۶)
77. آقا دزده (۱۳۴۵)
78. اعتراف (۱۳۴۵)
79. بیست سال انتظار (۱۳۴۵)
80. حاتم طائی (۱۳۴۵)
81. داماد فراری (۱۳۴۵)
82. دختر کدخدا (۱۳۴۵)
83. سه قهرمان (۱۳۴۵)
84. شارلاتان (۱۳۴۵)
85. قفس طلائی (۱۳۴۵)
86. قهرمان دهکده (۱۳۴۵)
87. مأمور ۱۱۴ (۱۳۴۵)
88. مرد سرگردان (۱۳۴۵)
89. مرد و نامرد (۱۳۴۵)
90. نخاله قهرمان (۱۳۴۵)
91. ببر کوهستان (۱۳۴۴)
92. جلاد (۱۳۴۴)
93. خروس جنگی (۱۳۴۴)
94. خوشگل خوشگلا (۱۳۴۴)
95. ده سایه خطرناک (۱۳۴۴)
96. زبون بسته (۱۳۴۴)
97. سه تا نخاله (۱۳۴۴)
98. شانس بزرگ (۱۳۴۴)
99. عشق و انتقام (۱۳۴۴)
100. مراد و لاله (۱۳۴۴)
101. مرد ده میلیون تومانی (۱۳۴۴)
102. مردی در قفس (۱۳۴۴)
103. مزد خونین (۱۳۴۴)
104. من مادرم (۱۳۴۴)
105. اشک یتیم (۱۳۴۳)
106. ببر رینگ (۱۳۴۳)
107. تعقیب خطرناک (۱۳۴۳)
108. جاهل محل (۱۳۴۳)
109. جاهل‌ها و ژیگول‌ها (۱۳۴۳)
110. چهار تا شیطون (۱۳۴۳)
111. عروس فرنگی (۱۳۴۳)
112. کمینگاه شیطان (۱۳۴۳)
113. مسیر رودخانه (۱۳۴۳)
114. آراس خان (۱۳۴۲)
115. جاده مرگ (۱۳۴۲)
116. مسافری از بهشت (۱۳۴۲)
117. عروس دهکده (۱۳۴۱)
118. گرگ صحرا (۱۳۴۰)

### مجموعه تلویزیونی
- بی‌بی‌یون (۱۳۷۴، حسین پناهی) شبکه ۱
- کاشانه (۱۳۷۸، قاسم جعفری)
- مسافر ری (۱۳۷۹، داود میرباقری )